# Brisbane Roar FC
Brisbane Roar FC, mellan 2005 och 2009 hette klubben Queensland Roar FC, är en proffsklubb i fotboll från Brisbane i Australien. Klubben spelar i den australiensiska proffsligan A-League sedan ligan startades upp 2005.

## Kända spelare som spelat i Brisbane Roar
- Craig Moore
- Danny Tiatto
- Damian Mori
- Dario Vidošić
- Thomas Oar
- Zhang Yuning
- Sergio van Dijk
- Charlie Miller
- Nadine Angerer

## Damer
Damlaget spelar i den australiensiska proffsligan A-League sedan ligan startades upp 2008, man har vunnit grundserien tre gånger och slutspelet två gånger.